# Big Boss (Fernsehsendung)
Big Boss war eine deutsche Reality-Show, die auf dem Privatsender RTL ausgestrahlt wurde.
Die Erstausstrahlung fand am 26. Oktober 2004 statt, insgesamt gab es elf Folgen, die jeweils an einem Dienstag um 20:15 Uhr ausgestrahlt werden sollten. Die letzten Folgen wurden jedoch aufgrund fallender Quoten zu einer späteren Uhrzeit ausgestrahlt. Moderator und damit „Big Boss“ war Reiner Calmund, der als Manager des Bundesliga-Fußballvereins Bayer 04 Leverkusen bekannt geworden ist. Die Unternehmerin Bettina Steigenberger von der Steigenberger Hotels AG und der Wirtschaftsjournalist Roland Tichy, Chefredakteur von Euro, waren Co-Moderatoren.

## Beschreibung der Show
12 Bewerber mussten gemeinschaftlich, unterteilt in zwei Gruppen, bestimmte Aufgaben lösen. Diese sollten zeigen, welcher von ihnen am ehesten fähig zur Führung und Teamarbeit in einem Unternehmen bzw. einer Gruppe ist. Jede Woche musste aus der Gruppe, die in der jeweiligen Sendung verlor, ein Bewerber ausscheiden, der nach Ansicht des Moderators den gestellten Anforderungen nicht gewachsen war. Die letztendliche Siegerin Carmen Dohmen erhielt ein Preisgeld von 250.000 Euro als Startkapital für eine Existenzgründung. Sie gründete eine Veranstaltungs-Agentur. Im Jahr 2008 entstand eine zweite Niederlassung in Berlin. 2009 folgte die Umfirmierung in die Rotwild GmbH.

## Produzenten
Die Sendung wurde produziert von GRUNDY Light Entertainment GmbH und vermarktet durch die RTL Enterprises GmbH.

## Einschaltquoten
Die erste Sendung erreichte eine – nach RTL-Maßstäben bescheidene – Einschaltquote von 3,37 Millionen Zuschauern, was einem Marktanteil von 10,3 % entsprach. In den Folgewochen sank die Einschaltquote von 3,23 Millionen (9,7 % Marktanteil) in der zweiten Woche bis runter zu 2,83 Millionen Zuschauern (8,5 % Marktanteil) in Woche drei (der Durchschnitt von RTL lag 2004 bei 13,8 %). Am 23. November 2004 schalteten 2,88 Millionen Zuschauer ein, das entsprach einem Marktanteil von 8,6 %, damit war RTL weiterhin unzufrieden.

## Ähnliche Formate
Das Originalformat aus den USA mit Donald Trump, The Apprentice, hatte auf NBC durchschnittlich 20 Millionen Zuschauer.
Dies wurde bereits Mitte 2004 von ProSieben adaptiert. Der niederländische Fernsehproduzent John de Mol suchte in seiner Show Hire or Fire einen Kreativdirektor für die Fernsehbranche. Aufgrund der schlechten Einschaltquote von 950.000 Zuschauern und 6,0 % Marktanteil stellte der Sender die Ausstrahlung der Reihe nach der ersten Ausgabe sofort wieder ein.
In Großbritannien läuft seit 2005 The Apprentice UK, in der Alan Sugar, Baron Sugar einen Manager für sein Unternehmen sucht. Bisher gab es 17 Staffeln.
Die Schweizer Version nannte sich Traumjob, lief auf dem Sender SF DRS und wurde vom 17. April bis zum 26. Juni 2005 ausgestrahlt. Der Kandidatenpatron war der bekannte Verleger Jürg Marquard. Er hatte wie bei Big Boss mit Doris Aebi und Markus Gisler zwei Beiräte.